# As Time Goes By (TV-serie)
As Time Goes By är en brittisk komediserie som sändes i tio säsonger på BBC mellan 1992 och 2005.

## Handling
Jean och Lionel var förälskade i ungdomen men tappade kontakten. Nästan fyrtio år senare träffas de av en slump och inser att känslorna fortfarande finns kvar.

## Rollista i urval
- Judi Dench - Jean Hardcastle
- Geoffrey Palmer - Lionel Hardcastle
- Moira Brooker - Judith Hanson
- Jenny Funnell - Sandy
- Philip Bretherton - Alistair Deacon
- Frank Middlemass - "Rocky" Hardcastle (säsong 2-10)
- Joan Sims - Madge Darbley (säsong 3-7)